# LOVEさりげなく/美衝撃
『LOVEさりげなく/美衝撃』（ラブさりげなく、ビューティフルショック、英名：Love Nonchalantly and Beautiful Shock）は、1984年1月25日に徳間ジャパンから発売、アニメージュレコードから販売された太田貴子の3rdレコード。ANS-2009。

## 概要
太田貴子がヒロインを務め日本テレビが全国ネットで放送していたテレビアニメ・『魔法の天使クリィミーマミ』の第2期エンディングテーマ及び挿入歌。
2008年12月24日にセルフカバー版として「デリケートに好きして（21st century ver.）」には本曲も収録された。

### LOVEさりげなく
後期のエンディングテーマ。
アニメーションは阿部司が担当。映像の内容はルミナウォークを身に着けたマミが花びらを千切りながら切ない恋心を歌うというもので、シリアスな雰囲気の曲調とやや暗めのモノクロで統一された映像も相まって、前期と異なるシリアスな映像に仕上がっている。
作中では28話においてマミの新曲として初披露され、この回からエンディングテーマとして使われるようになった。以降も29話、30話、33話、40話、41話、42話、46話(ピアノ伴奏による歌唱)、48話、最終3話と多くの回で象徴的に用いられ、テレビシリーズ放映後に発売されたOVA『永遠のワンスモア』でもラストシーンで使用されている。
この音楽スタッフにはB'z結成前の松本孝弘がギターで参加している。

この曲の最後の部分がテレビ番組「たかじん胸いっぱい」の1コーナー「イヤーン見ないで財布の中身○万円ピッタンコゲーム！」で使われている。

### 美衝撃
上記『LOVEさりげなく』のカップリング曲。劇中では最終回となる第52話「ファイナルステージ」におけるマミ1周年記念コンサートの2曲目の曲目として使われた。
また、テレビシリーズ放映後に発売されたOVA『永遠のワンスモア』の初回販売時のエンディングテーマとしても使用された。

## 収録内容
| 全編曲: 西村昌敏。 |                    |           |            |      |
| #                  | タイトル           | 作詞      | 作曲       | 時間 |
| 1.                 | 「LOVEさりげなく」 | 三浦徳子  | 小田裕一郎 | 3:15 |
| 2.                 | 「美衝撃」         | 亜蘭知子  | 織田哲郎   | 3:42 |
| 合計時間:          | 合計時間:          | 合計時間: | 合計時間:  | 6:57 |

## スタッフ
- ディレクター：足立仁[7]
- プロデューサー：平田久男

## 収録アルバム
- CREAMY TAKAKO（両曲とも、1984年8月25日）
- CREAMY TAKAKO SPECIAL（両曲とも、1985年6月25日）
- み・ん・な GENKI!（両曲とも、1985年11月25日）
- 魔法の天使クリィミーマミ  SONG BOOK・カーテンコール（1のみ、1986年2月25日）
- アニメージュ・メモリアル・コレクション（両曲とも、1992年12月21日）
- アニメージュ 魔法少女コレクション（1のみ、2013年8月7日）

## カヴァーしたアーティスト
LOVEさりげなく
- 篠原ともえ×CHRISTOPHER JUST - コンピレーションアルバム「キラキラ♡魔女っ娘♡cluv」に篠原ともえ自身のアレンジによるバージョンと共に収録（2010年2月10日）[8]
- 真木碧 - 「魔女っこdisco」に収録（2011年4月13日）[9]
- 小林ゆう - 「魔法の天使クリィミーマミ 公式トリビュートアルバム」に収録（2011年2月9日）

美衝撃
- 鈴木凛 - 「魔法の天使クリィミーマミ 公式トリビュートアルバム」に収録（2011年2月9日）